# Neopithecops dolona
Neopithecops dolona är en fjärilsart som beskrevs av Hans Fruhstorfer 1919. Neopithecops dolona ingår i släktet Neopithecops och familjen juvelvingar. Inga underarter finns listade i Catalogue of Life.